# 安托万·贾米森
安托万·科特斯·贾米森（英語：Antawn Cortez Jamison，1976年6月12日—），美国NBA联盟职业篮球运动员。他在1998年的NBA选秀中第1轮第4顺位被多伦多猛龙选中。